# Hendrick Doncker (cartograaf)

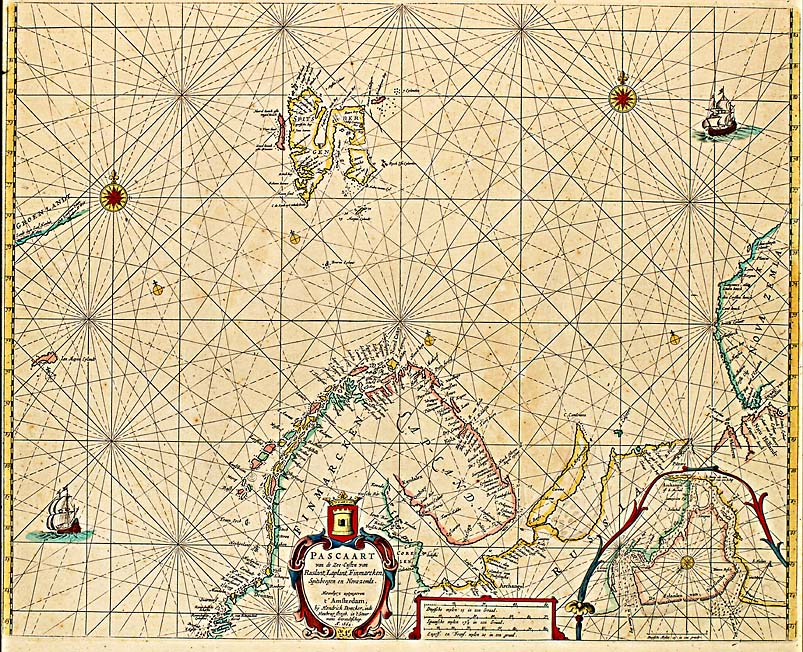
Kaart van 'De Custen van Noorwegen, Finmarcken, Laplandt, Spitsbergen, Ian Mayen Eylandt, Yslandt, als mede Hitlandt, en een gedeelte van Schotlandt', 1666.

Hendrick Doncker (1626-1699) was een Amsterdamse uitgever van zeekaarten, atlassen en boeken, cartograaf en gradenboogmaker.

## Biografie
Hendrick Doncker is de zoon van Heindrick Doncker en Giert Heinrix. Doncker begint als boekhandelaar met een winkel. De winkel was van buiten te herkennen aan een uithangbord met als opschrift  't Stuurmans Gereetschap. In 1647 staat hij vermeld als lid van het boekdrukkersgilde. Een jaar later staat hij geregistreerd als boekvercooper van Amsterdam, wonende in de Nieuwe Bruchsteech, graveur, uitgever van maritieme kaarten en gradenboogmaker int Stuurmans Gereetschap (1647-1699). Hij zou de winkel uiteindelijk 50 jaar in zijn bezit houden.
Op 26 oktober 1648 trouwt hij met Elisabet(h) (Lijsbet) Abrahams van Rensing(h), dochter van een koster, ze zijn dan beiden 22 jaar. Zijn voogd Jacob Dercksz is zijn getuige; de ouders van Hendrick zijn niet meer in leven. Uit het huwelijk worden vijf kinderen geboren. Zijn zoon Hendrik jr. (1661 - ?) wordt graveur en/of uitgever.
In 1650 geeft hij het derde deel uit van Den Distelvink van Jacob Steendam. In 1651 geeft hij het werk De geessel der sonden, vertoonende het wesen, oorsaken, eigenschappen en werkingen der sonden, als ook middelen tegen deselve uit; het is een publicatie van Petrus Leupenius. In de jaren hierna zou hij zich steeds meer toeleggen op het uitgeven van onder meer atlassen en kaarten, gericht op de zeevaart.
Op 26 april 1651 koopt hij een huis en bijbehorend erf met de naam 'De Zwarte Raaf' in de Nieuwebrugsteeg in Amsterdam. De zaken gaan goed. Omdat de kwaliteit van Donckers kaarten goed is, verschijnen er veel heruitgaven van zijn werk. Doncker bereikt deze kwaliteit door het verbeteren en vervangen van verouderde kaarten, een praktijk die door lang niet al zijn tijdgenoten werd toegepast. Door het octrooieren van werken die bijvoorbeeld beschikbaar zijn gekomen uit een nalatenschap, voorziet Doncker zich van materiaal om de kwaliteit van zijn kaarten en atlassen verder te verbeteren. Regelmatig koopt hij de octrooirechten samen met andere uitgevers, waaronder Jacob en Casparus Lootsman en Hendrik Goos. Bij de productie van de zeeatlas De Zeespiegel werkt Doncker samen met Pieter Goos en Anthonie Jacobsz.

Terwijl hij verouderde kaarten verbetert, verbetert hij tevens zijn eigen kwaliteiten als cartograaf. In 1659 verschijnen 17 kaarten van zijn hand in de 19 kaarten tellende De zee-atlas ofte water-waereld: vertoonende alle de zee-kusten van het bekende deel des aerd-bodems seer dienstigh voor alle schippers en stuurlieden, mitsgaders koop-lieden om op 't kantoor gebruyckt te werden. De kaarten zijn gedateerd 1658 en 1659. Er is een wereldkaart aan toegevoegd die gemaakt is door Claes Jansz. Visscher. De atlas bevat tot slot ook een kaart "Mar di India", de maker is niet op deze kaart vermeld. In 1909 koopt de Australische regering een exemplaar van deze atlas als onderdeel van de Petherick Collection van de National Library of Australia; hiermee is de atlas toegankelijk gemaakt voor het publiek.

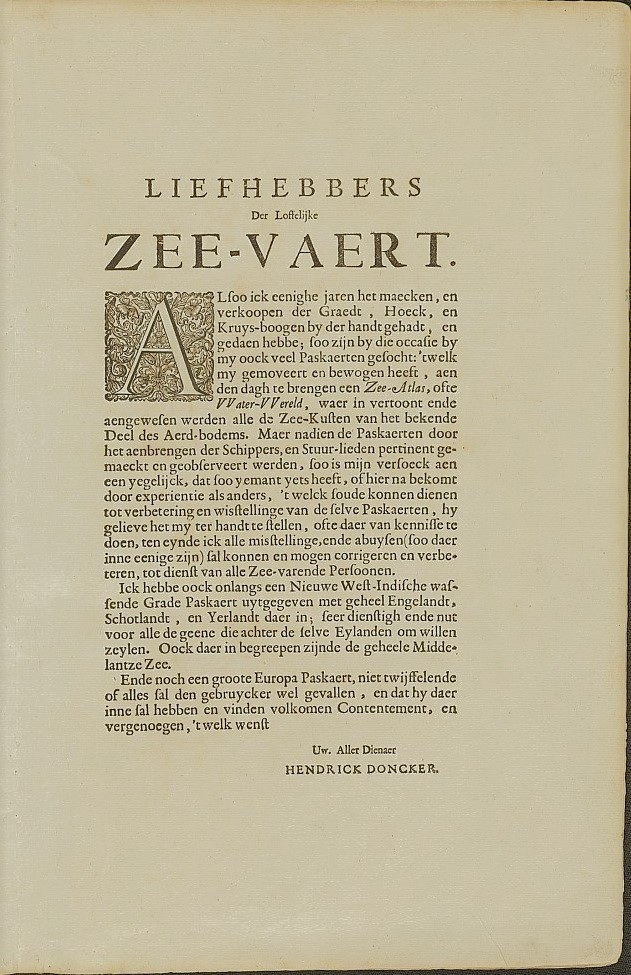
Voorwoord van Doncker bij De zee-atlas ofte water-waereld vertoonende alle de zee-kusten van het bekende deel des aerd-bodems seer dienstigh voor alle schippers en stuurlieden, mitsgaders koop-lieden om op 't kantoor gebruyckt te werden. 1659

In juli 1668 verkrijgt Doncker het octrooi op De vier boecken van t Vergulde licht der Zeevaert ofte Konst der Stierluyden, door Claes Heyndricx Gietermaker in syn leven examinateur (van de stuurl.) der Oost en West-Indische Compe. Deze overeenkomst is de ultieme investering; Claes Heyndricx Gietermaker was een autoriteit op het gebied van cartografie.
In maart 1675 verkrijgt hij het octrooi op Het Nieuw Groot Stuyrmans Zeespiegel enz. waerin oock Onderwys der Groote Zeevaert met een Almanach van 36 jaren enz. door Dirck Rembrantsz. van Nierop, Mathematicus. In juli 1675 sterft zijn vrouw Elisabeth. Veel tijd om te rouwen heeft hij niet; het gezin is inmiddels vijf kinderen rijk en de zaken gaan door. In november van hetzelfde jaar verkrijgt hij de rechten op Caert van de Archipelagische Eylanden, mitsgaders een beschryving derselver havens enz. in de Nederd., Franse, Spaensche en Engelsche talen door schryver Pieter Sieuwertsz. Valck.
In oktober 1676 gaat Doncker in ondertrouw met Sara L(e)upen(ius), de dochter van een dominee; dit huwelijk blijft kinderloos. Bijna vijf jaar later in 1682 verkoopt Doncker zijn huis en erf in de Nieuwebrugsteeg aan Wouter Venenburg en Harmen van der Laen. Johannes van Keulen neemt in 1693 het octrooi op  't Vergulde licht der Zeevaert ofte Konst der Stierluyden van Doncker over; de overeenkomst levert Doncker vijf duizend gulden op. Hoewel Johannes van Keulen al zijn roerende en onroerende goederen als onderpand in het contract liet opnemen, heeft het octrooi hem geen windeieren gelegd; de laatste druk van dit boek zou pas verschijnen in 1775. De overeenkomst betekende geenszins het einde van het bedrijf van Doncker; in de overeenkomst staat dat Doncker het recht heeft de boeken van Van Keulen terug te kopen met een korting van twee stuivers per boek. Het zou overigens diezelfde Johannes van Keulen zijn die de voorraad koperplaten van Doncker na zijn overlijden kocht.
Doncker sterft in 1699.

## Werk van Hendrick Doncker

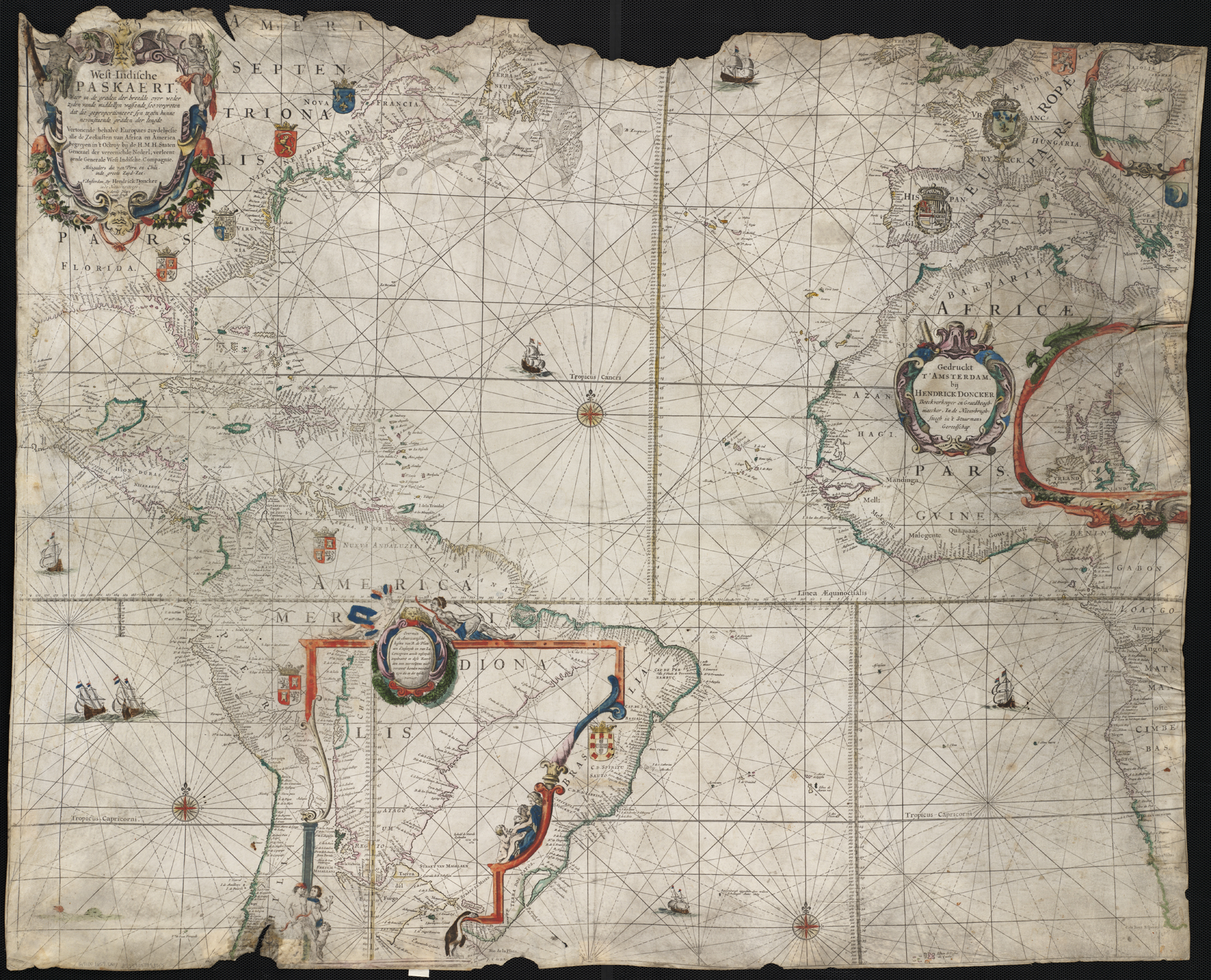
West-Indische paskaert 1659
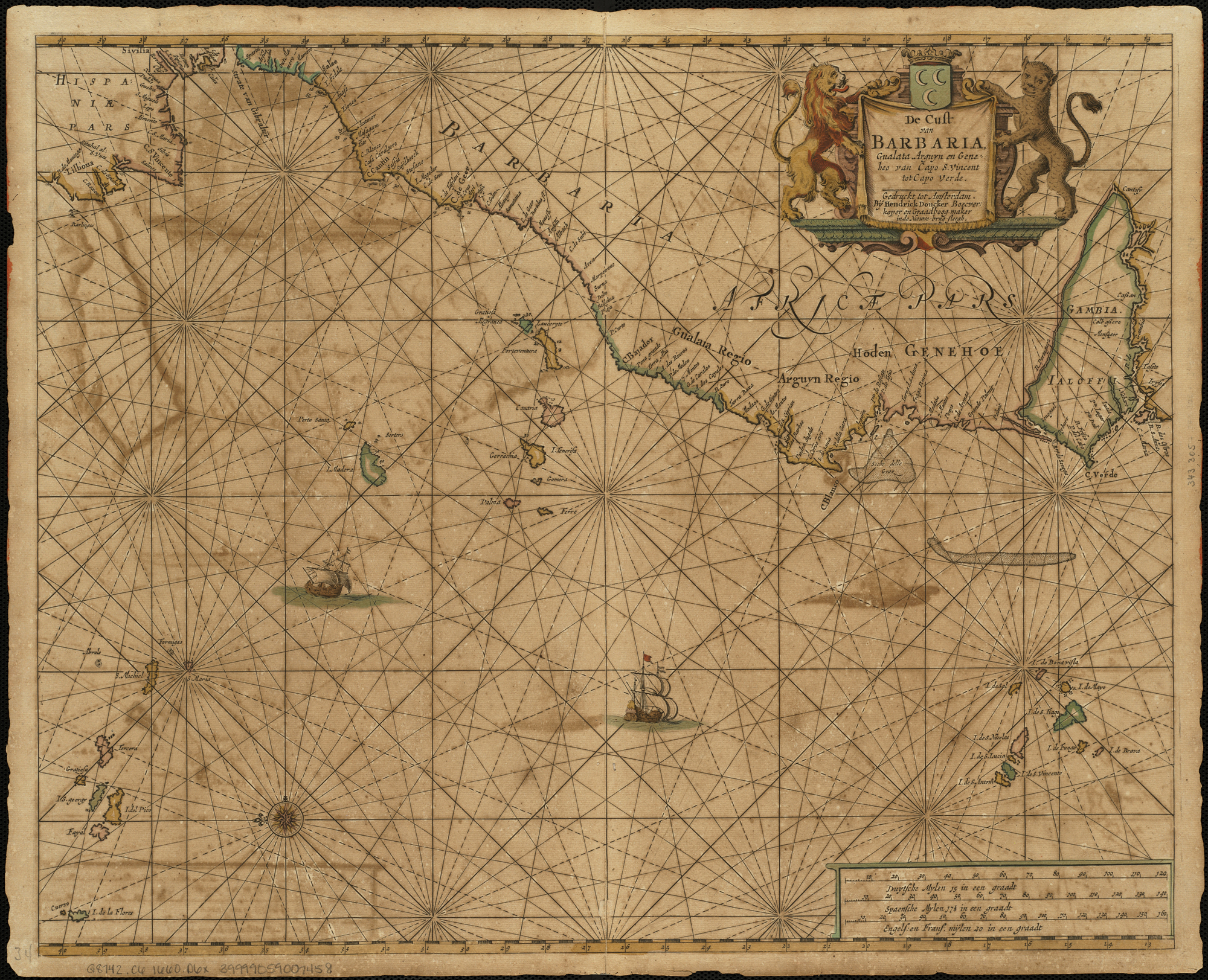
De cust van Barbaria, Gualata, Arguyn en Geneheo van Capo S Vincente tot Capo Verde 1660
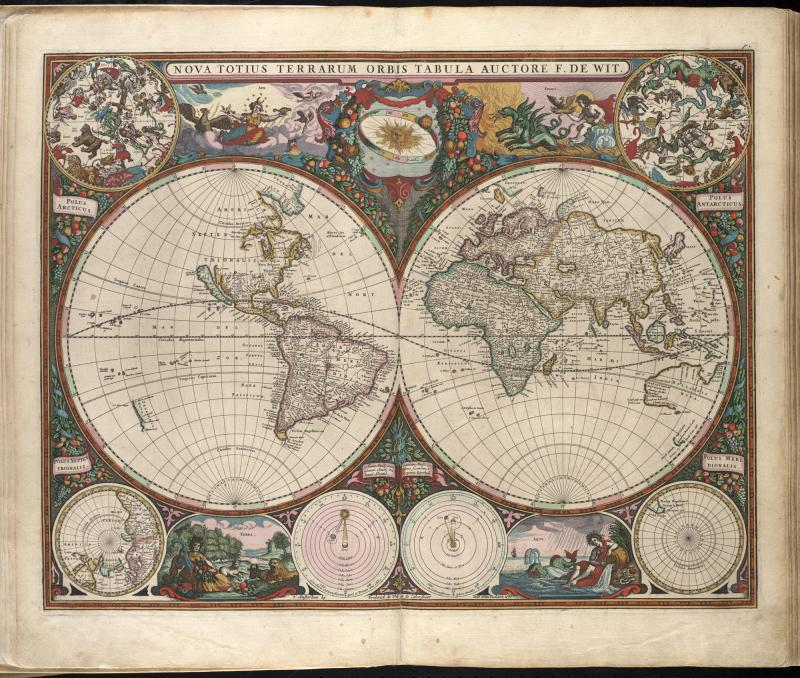
Nova totius terrarum orbis tabula 1665
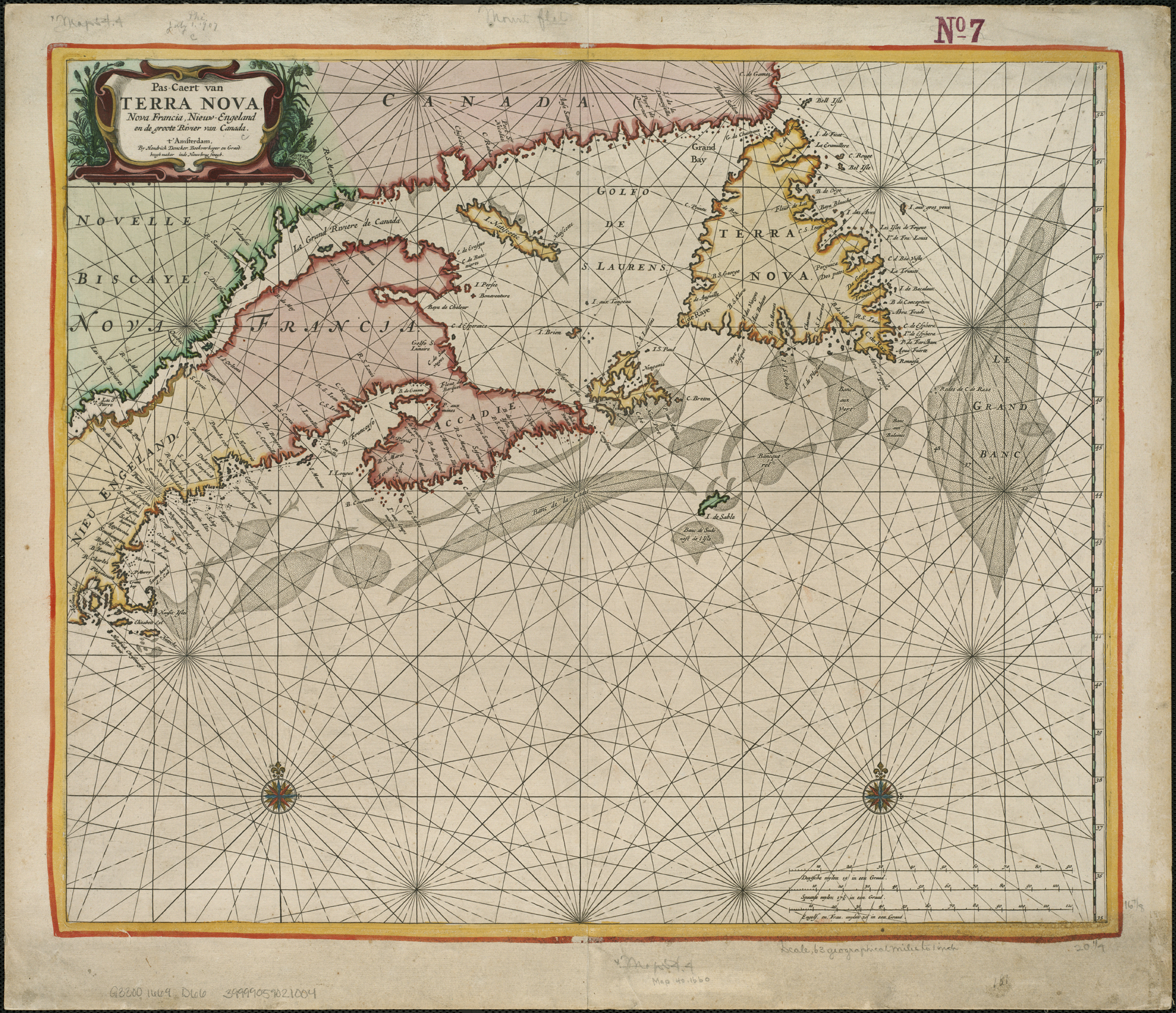
Pas-caert van Terra Nova, Nova Francia, Nieuw-Engeland en de groote rivier van Canada 1669
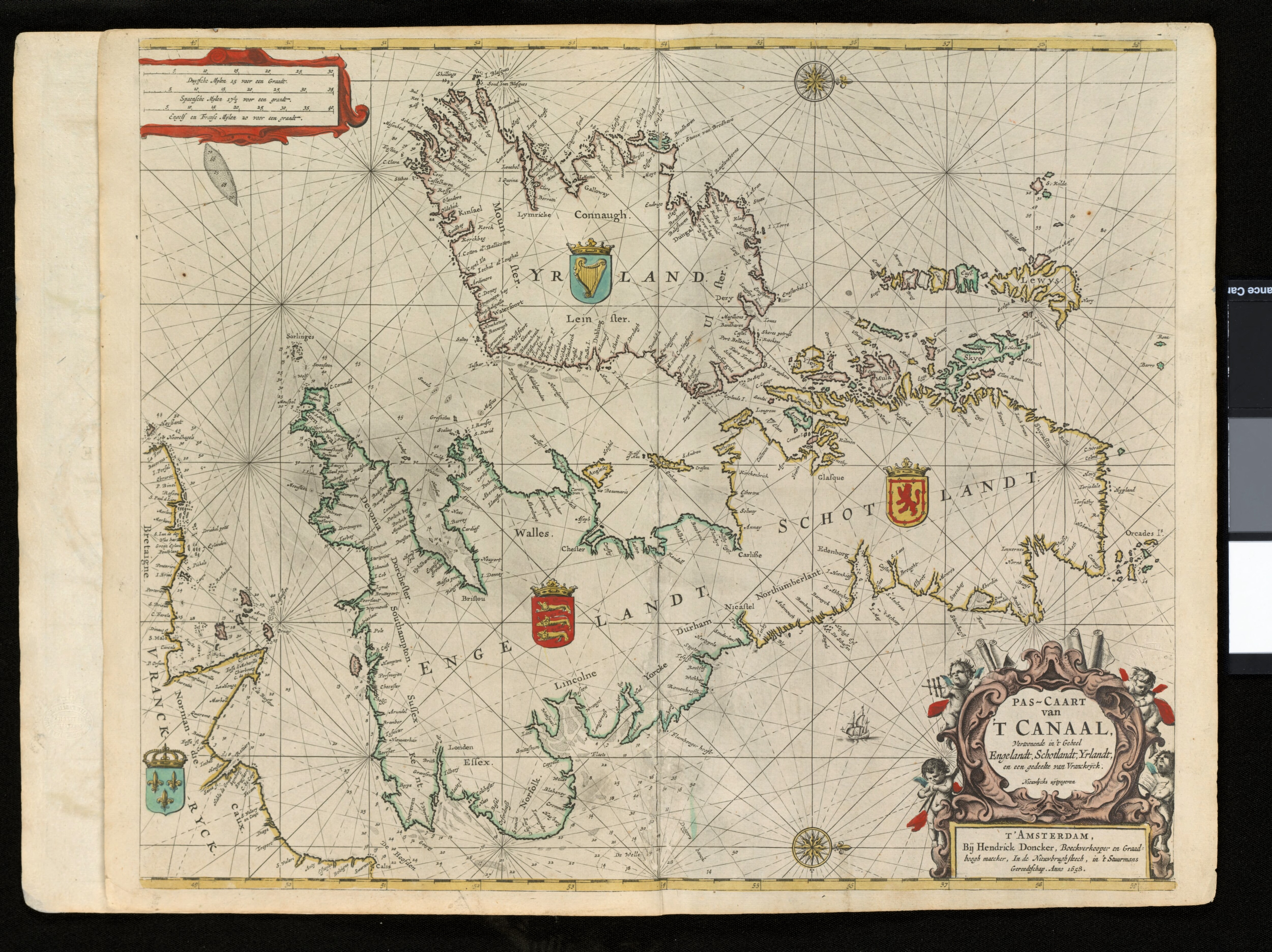
Pas-caart van 't Canaal, vertoonende in 't geheel Engelandt, Schotlandt, Yrlandt, en een gedeelte van Vranckrijck 1658
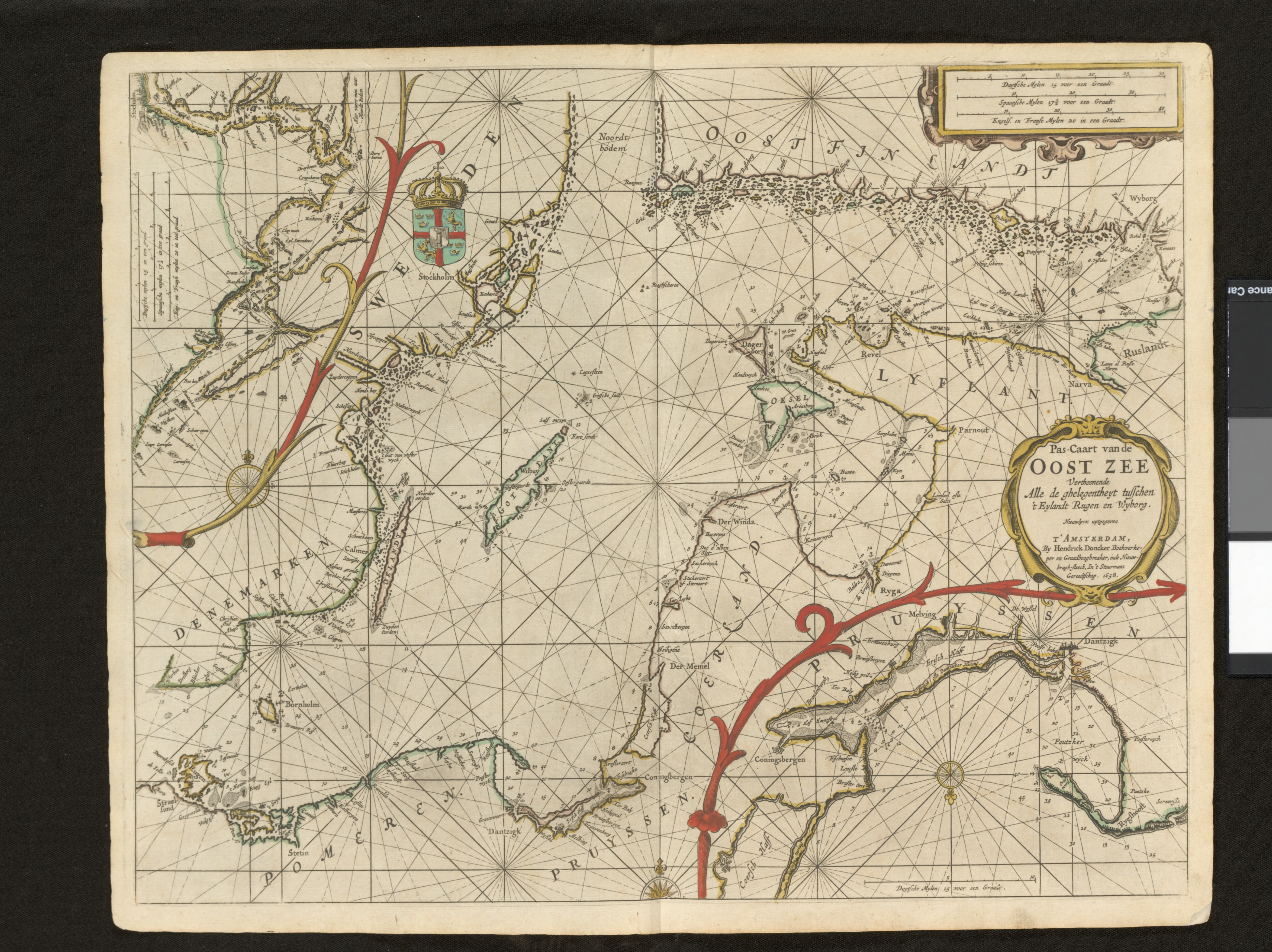
Pas-caart van de Oost Zee, verthoonende alle de ghelegentheyt tusschen 't Eylandt Rugen en Wyborg 1658
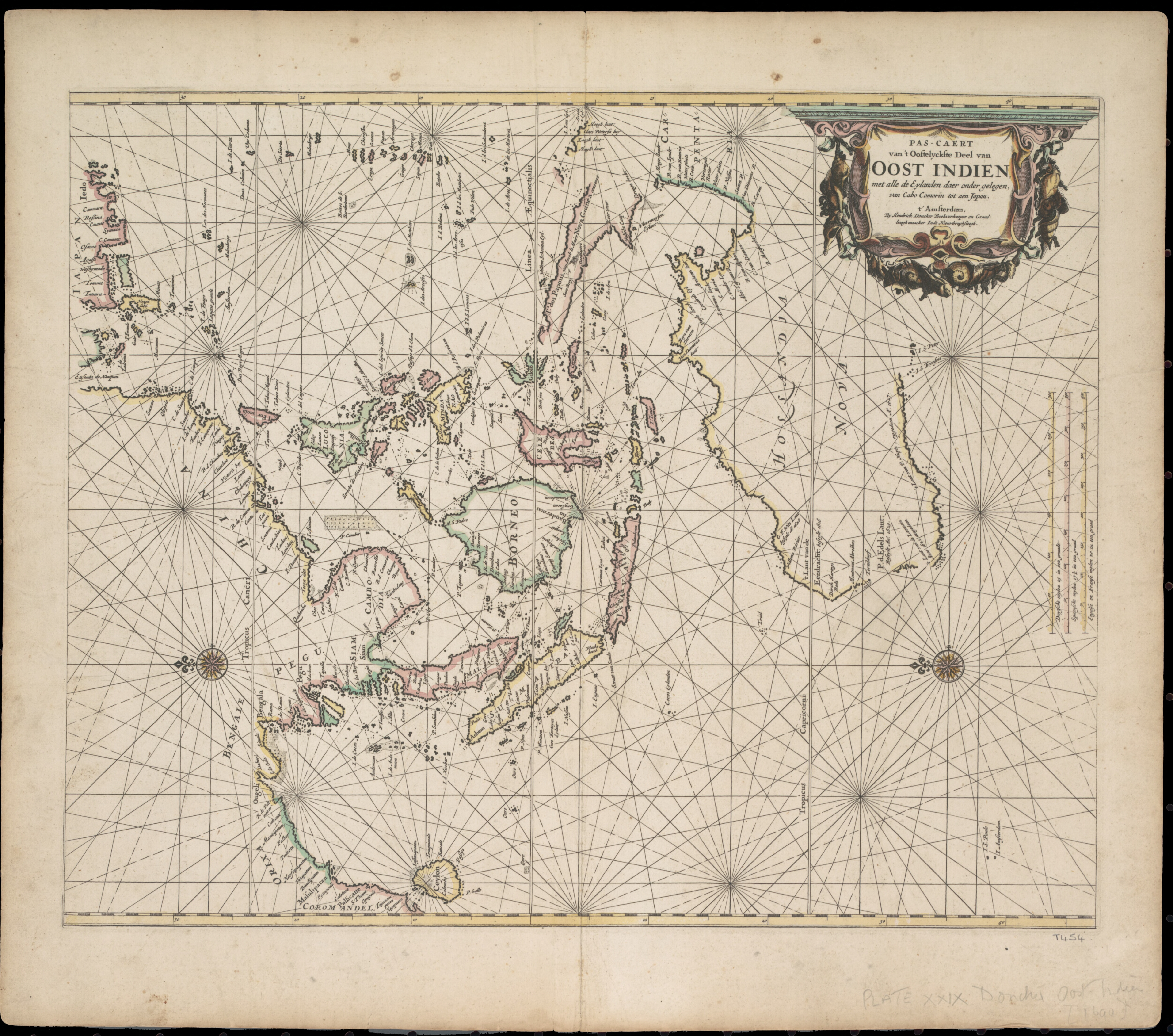
Pas-caert van't Oostelyckste deel van Oost Indien met alle de Eylanden daer onder gelegen, van Cabo Comorin tot aen Japan 1659
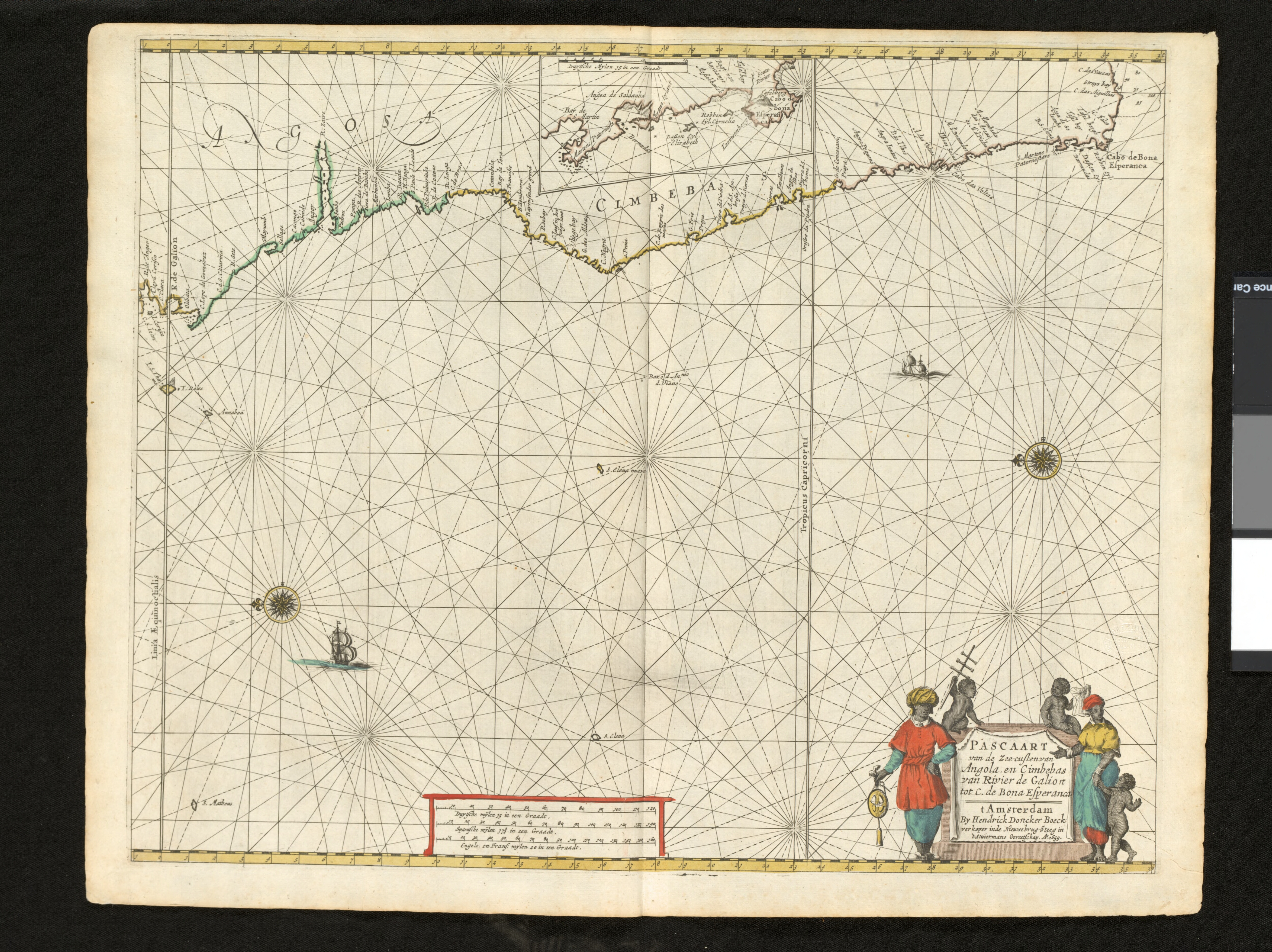
Pascaart van de Zee-custen van Angola, en Cimbebas van Rivier de Galion tot C. de Bona Esperanca 1659
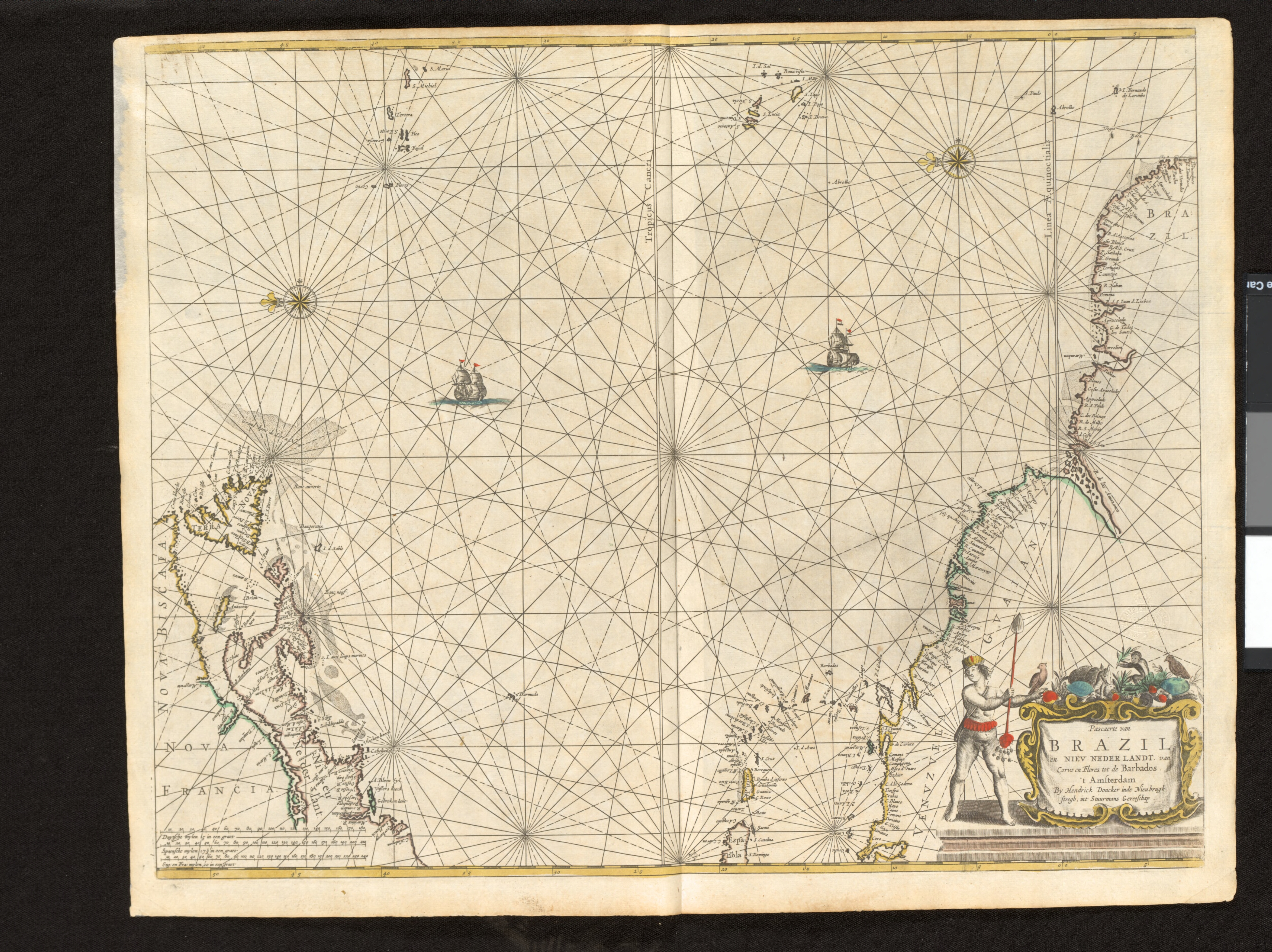
Pascaerte van Brazil en Nieu Nederlandt, van Corvo en Flores tot de Barbados 1659
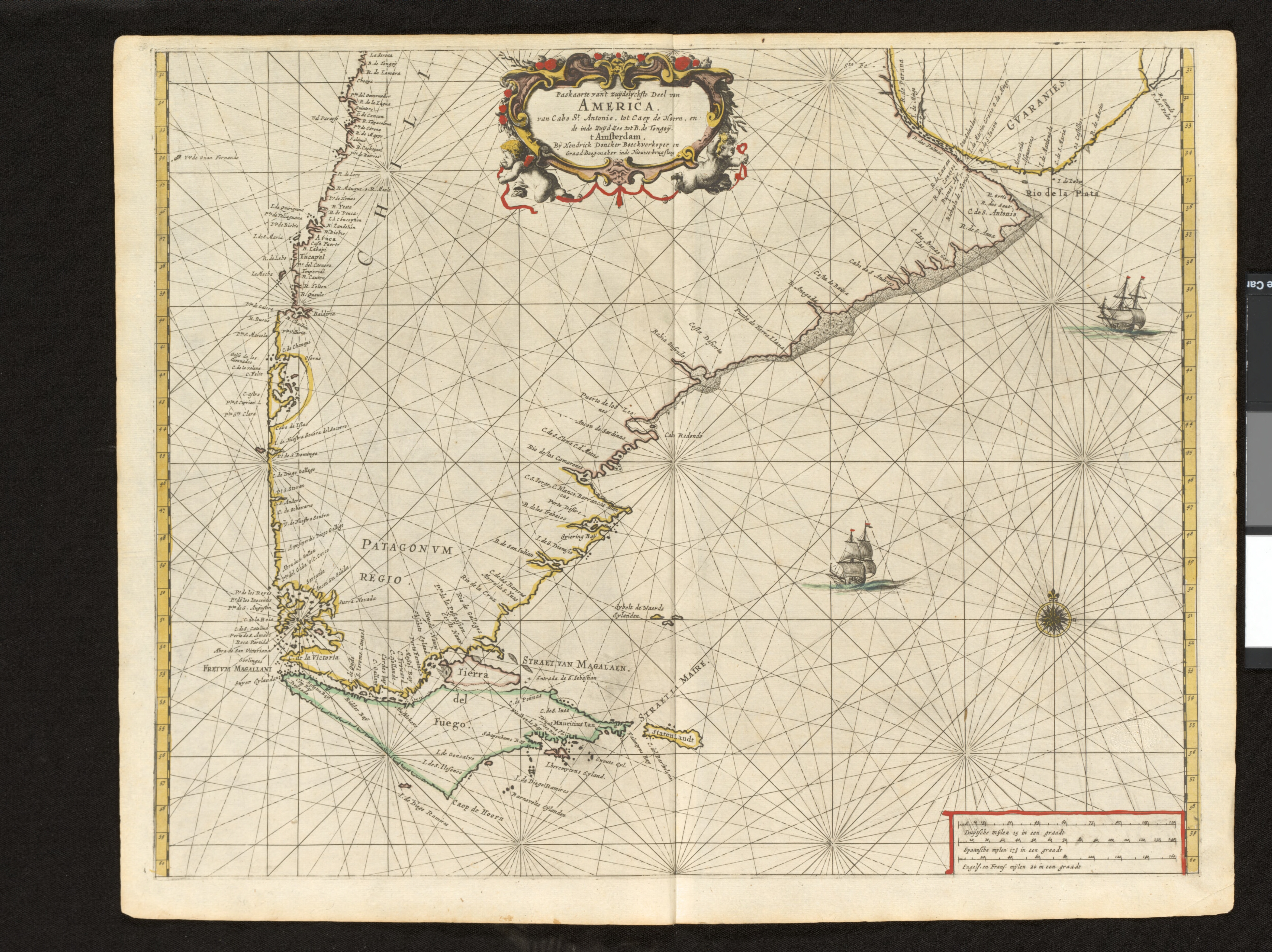
Paskaarte van 't zuijdelijckste deel van America, van Cabo St. Antonio, tot Caep de Hoorn, en de in de Zuijd-Zee, tot B. de Tongoij 1659

Daarnaast heeft Doncker onder andere de volgende werken geproduceerd, dan wel uitgegeven:
- De lichtende columne ofte zee-spiegel: inhoudende de zee-kusten van de Noordsche, Oostersche en Westersche schip-vaert, 1655
- Nieuw Nederlandtsch caertboek, zijn enig bekende niet maritieme uitgave, Amsterdam, 1685.[6]
- Groote Stuurmans zee-spiegel, Amst. 1664, fol.
- Pas Caart van de Zuyder-Zee Texel, en de Vlie-Stroom, als mede 't Amelander gat, 1664.
- De Zee-Atlas of Water-Werelt II vertoondende alle de zee-kusten van het bekende des Aerd-Bodems, 1669.[7]
- Le grand & nouveau miroir ou flambeau de la mer : contenant la description de toutes les costes marines occidentalles & septentrionalles: recueilly des recherches de divers experimantez pilotes & amateurs de la navigation: avec une instruction en l'art de la navigation & aussi pourveu d'almanachs jusques en l'an 1676, vertaald door Paul Yvounet, 1686

Als gradenboogmaker vervaardigde Doncker Jacobsstaven (een navigatie-instrument). Het Museum Amsterdam te Amsterdam herbergt een Jacobsstaf van Doncker. Het exemplaar is een zeldzaam voorbeeld van een gemerkte Jacobsstaf.